# Hà Đức Minh
Hà Đức Minh (sinh ngày 28 tháng 4 năm 1987, người Tày) là Đại biểu Quốc hội nước Cộng hòa xã hội chủ nghĩa Việt Nam. Ông hiện là Tỉnh ủy viên, Bí thư Huyện ủy Si Ma Cai, Lào Cai, Đại biểu Quốc hội khóa XV từ Lào Cai. Ông từng là Ủy ban Ban Thường vụ Trung ương Đoàn, Bí thư Tỉnh đoàn Lào Cai.
Hà Đức Minh là đảng viên Đảng Cộng sản Việt Nam, học vị Cử nhân Điều tra tội phạm, Cao cấp lý luận chính trị. Ông có xuất phát điểm từ ngành công an, chuyển sang công tác thanh niên rồi tham gia tổ chức Đảng, đều ở Lào Cai.

## Xuất thân và giáo dục
Hà Đức Minh sinh ngày 28 tháng 4 năm 1987 tại huyện Mường Khương, tỉnh Lào Cai, quê quán ở xã Hưng Khánh, huyện Trấn Yên, tỉnh Yên Bái. Ông là người dân tộc Tày, lớn lên ở Mường Khương, theo học văn hóa ở Trường Văn hóa I – Bộ Công an giai đoạn 2000–05, thi đỗ và theo học Học viện An ninh nhân dân ở Hà Nội, tốt nghiệp Cử nhân Luật chuyên ngành điều tra tội phạm vào năm 2009. Ông được kết nạp Đảng Cộng sản Việt Nam vào ngày 6 tháng 3 năm 2009 tại trường An ninh, trở thành đảng viên chính thức sau đó 1 năm, từng theo học các khóa chính trị ở Học viện Chính trị Quốc gia Hồ Chí Minh và tốt nghiệp Cao cấp lý luận chính trị. Hiện ông thường trú ở phường Lào Cai, thành phố Lào Cai, tỉnh Lào Cai.

## Sự nghiệp
Tháng 8 năm 2010, sau khi tốt nghiệp trường An ninh, Hà Đức Minh được điều về Công an tỉnh Lào Cai làm Cán bộ Phòng PA01. Ông công tác ngành công an trong 2 năm, đến tháng 9 năm 2012 thì chuyển sang công tác Đoàn Thanh niên Cộng sản Hồ Chí Minh, nhậm chức Phó Ban Thanh niên nông thôn, Công nhân và đô thị của Tỉnh Đoàn Lào Cai. Tháng 11 năm 2012, tại Đại hội Đoàn tỉnh, ông được bầu làm Phó Bí thư Tỉnh đoàn Lào Cai, đồng thời là Phó Bí thư Chi bộ Tỉnh đoàn, Phó Chủ tịch Hội Liên hiệp Thanh niên Việt Nam tỉnh Lào Cai từ tháng 10 năm 2014. Năm 2016, ông trúng cử Đại biểu Hội đồng nhân dân tỉnh Lào Cai khóa XV, nhiệm kỳ 2016–2021. Ông giữ chức Phó Bí thư Tỉnh đoàn cho đến tháng 2 năm 2020 thì được bầu làm Bí thư Tỉnh đoàn, Bí thư Chi bộ tỉnh đoàn Lào Cai, rồi Ủy viên Ban Chấp hành, Ủy viên Ban Thường vụ Trung ương Đoàn. Tại Đại hội Đảng bộ tỉnh Lào Cai lần thứ XVI, nhiệm kỳ 2020–2025, ông được bầu làm Ủy viên Ban Chấp hành Đảng bộ tỉnh.
Năm 2021, Hà Đức Minh được Ủy ban Mặt trận Tổ quốc Việt Nam tỉnh Lào Cai giới thiệu tham gia ứng cử đại biểu Quốc hội từ Lào Cai, thuộc đơn vị bầu cử số 1 gồm thành phố Lào Cai, huyện Bát Xát, Bắc Hà, Mường Khương, Si Ma Cai, rồi trúng cử Đại biểu Quốc hội khóa XV với tỷ lệ 90,01%. Ngày 5 tháng 6 năm 2022, ông được điều về huyện Si Ma Cai, nhậm chức Bí thư Huyện ủy Si Ma Cai ở tuổi 35, là Bí thư Huyện ủy trẻ nhất Lào Cai.